# Internationella dagen för det kinesiska språket

Kinesisktalande i olika länder.
Officiellt språk
Mer än 5 milj.
Mer än 1 milj.
Mer än 0,5 milj.
Mer än 0,1 milj.

Internationella dagen för det kinesiska språket är en av Förenta nationernas internationella dagar. Den  instiftades år 2010 på initiativ av Unesco och uppmärksammas den 20 april varje år.
Kinesiska är ett av FN:s sex 
officiella arbetsspråk och talas av mer än 1,2 miljarder människor i världen, huvudsakligen i öst- och sydöstasien. Mandarin är världens mest talade modersmål med 940 miljoner talare i främst Kina, Singapore, Taiwan, Indonesien och Malaysia.
Kinesiska har varit officiellt språk i FN sedan 1946, men började först att användas som arbetsspråk av FN:s generalförsamling år 1973.